# بروک آسپین
بروک آسپین (انگلیسی: Brooke Aspin؛ زادهٔ ۱ ژوئیهٔ ۲۰۰۵) بازیکن فوتبال اهل انگلستان است. او در پست مدافع میانی برای باشگاه بریستول سیتی در سوپر لیگ زنان انگلستان به صورت قرضی از چلسی بازی می‌کند.
وی در تیم‌های ملی فوتبال زیر ۱۷ سال زنان انگلستان,  زیر ۱۹ سال زنان انگلستان، و  زیر ۲۳ سال زنان انگلستان بازی کرده است.